# Port lotniczy Aurukun
Port lotniczy Aurukun (IATA: AUU, ICAO: YAUR) – port lotniczy położony w Aurukun, w stanie Queensland, w Australii.